# La rivolta dei mercenari
La rivolta dei mercenari («La revuelta de los mercenarios» en italiano), estrenada en español como Los mercenarios, es una película de aventuras hispano-italiana de 1961 dirigida por Piero Costa y protagonizada por Virginia Mayo, Conrado San Martín y Susana Canales.
Los decorados de la película fueron diseñados por los directores de arte Saverio D'Eugenio y Augusto Lega. 

## Argumento
En la Italia del Renacimiento, la hermosa duquesa Patrizia debe frustrar los planes del conde Keller, su agresivo vecino, que quiere apoderarse de sus tierras. Enamorado de la bella Patrizia, Lucio organiza una escolta armada para defender las tierras de la noble. Finge aliarse con Keller para luchar mejor contra él, lo que causa que Patrizia, que se cree traicionada, lo abandone, pero en la última y decisiva batalla, Lucio demuestra sus verdaderas intenciones y trata de salvar el feudo de su amada.

## Reparto
- Virginia Mayo como Lady Patrizia, duquesa de Rivalta.
- Conrado San Martín como Capitán Lucio Di Rialto.
- Susana Canales como Katia.
- Livio Lorenzon como Conde Keller Paroli.
- Carla Calò como Miriam du Marchant.
- Franco Fantasia como Ilario.
- Alfredo Mayo como Marco.
- John Kitzmiller como Tago.
- Tomás Blanco como Capitán Brann.
- Anita Todesco como Prisca.
- Pilar Cansino como Simonetta.
- Marco Tulli como Stefano, Príncipe de Siena.
- Luciano Benetti como uno de los hombres de Lucio.
- Enzo Fiermonte como Cizzania.
- Amedeo Trilli como Pintar, padre de Katia.
- Marilù Sangiorgi como Gitana.
- Xan das Bolas como Compañero de Katia.
- Ángel del Pozo como Arrigo.
- Diana Lorys como Nora.
- Franco Pesce como Viejo.
- Alberto Cevenini como Alessandro.